# The Long Goodbye (roman)
Pour les articles homonymes, voir The Long Goodbye.
The Long Goodbye (titre original : The Long Goodbye) est un roman policier de l’auteur américain Raymond Chandler, paru en 1953. C'est le sixième roman mettant en scène le détective privé Philip Marlowe.
Dès sa parution, Chandler considère The Long Goodbye comme son meilleur roman, mais les critiques furent partagées sur ce point.
En 1955, le roman se voit décerner l'Edgar du meilleur roman par l'association des Mystery Writers of America.

## Résumé
En automne 1949, à la sortie d'un club, Philip Marlowe porte secours à Terry Lennox, un jeune ivrogne au visage balafré. Il développe ensuite une solide amitié avec ce garçon qui a connu les affres de la guerre et qui a épousé une jeune fille aussi riche qu'insouciante.
En juin 1950, Lennox arrive inopinément un soir à l'appartement de Marlowe et lui demande de l'aider à fuir la justice pour le Mexique en le conduisant à l'aéroport de Tijuana. Marlowe accepte sans que Terry ne lui donne le moindre détail sur sa situation. À son retour à Los Angeles, Marlowe apprend que la femme de Lennox a été retrouvée sans vie dans un pavillon de leur propriété et que son mari est le suspect tout désigné. La police écroue Marlowe qu'elle soupçonne, non sans raison, d'avoir facilité la fuite du meurtrier. Devant le refus de répondre qu'il oppose aux officiers de police, Marlowe est passé à tabac. Puis le privé est libéré, car le corps de Lennox a été retrouvé dans un petit hôtel mexicain.
Peu après, Howard Spencer, un éditeur newyorkais demande à Marlowe de retrouver Roger Wade, un écrivain à succès qui a disparu de son domicile. Dans un premier temps, Marlowe refuse l'affaire, mais finit par accepter quand Eileen Wade, l'épouse du disparu, insiste auprès de lui, d'autant que le privé est conquis par la beauté exceptionnelle de cette femme.
L'enquête de Marlowe est couronnée de succès et il ramène l'écrivain qui était tenu prisonnier par un médecin charlatan. Roger Wade propose alors à Marlowe d'être son protecteur et son ami, mais ce dernier hésite à aller plus loin. La maison des Wade est en effet un lieu à l'atmosphère délétère en dépit de la banlieue richissime où elle s'élève. Roger et Eileen Wade forment un couple mal assorti et leur valet chilien, nommé Candy, est un être imprévisible qui aime jouer du poignard. De plus, Marlowe apprend lors d'un cocktail que les Wade étaient des amis des Lennox, et qu'ils connaissent la sœur et le père de la femme assassinée. Or, l'enquêteur, qui veut continuer ses investigations sur l'affaire Lennox, reçoit coup sur coup plusieurs avertissements qui lui intiment l'ordre de laisser tomber toute l'affaire.
Un jour, Roger Wade appelle Marlowe et lui demande de passer chez lui pour régler ce qu'il lui doit. Wade affirme avoir cessé de boire et avoir avancé dans l'écriture de son dernier roman, mais quand Marlowe l'interroge au sujet de Terry Lennox et de sa femme décédée, l'écrivain se met à écluser une bouteille d'alcool et sombre dans le sommeil. Ne voulant pas laisser Wade seul, le privé attend le retour d'Eileen Wade et tente de mettre en place toutes les pièces du puzzle. Or, peu après le retour de l'épouse Wade, Marlowe découvre que l'écrivain s'est suicidé. Eileen Wade accuse Marlowe d'avoir tué son mari, mais le privé a déjà compris qu'elle est la coupable. En présence de l'éditeur Howard Spencer, Marlowe expose à Mrs Wade comment il est parvenu à cette conclusion, et comment il a compris qu'elle a aussi assassiné Mrs. Lennox. Cette nuit-là, Eileen Wade se suicide, mais Marlowe n'a pas fini de découvrir les ressorts cachés de toute l'affaire.

## Prix et distinctions
- Prix Edgar-Allan-Poe du meilleur roman 1955.

- The Long Goodbye occupe la 15e place au classement des cent meilleurs romans policiers de tous les temps établi en 1990 par la Crime Writers' Association.

- The Long Goodbye occupe également la 13e place au classement américain des cent meilleurs livres policiers établi en 1995 par l'association des Mystery Writers of America.

## Éditions
Édition originale en anglais
- (en) Raymond Chandler, The Long Goodbye, New York, Hamish Hamilton, 1953

Éditions françaises
"The Long Goodbye" est sorti dans la collection "Série Noire" sous le titre "Sur un air de Navaja"
- (fr) Raymond Chandler (auteur), Janine Hérisson (traducteur) et Henri Robillot (traducteur) (trad. de l'anglais), The Long Goodbye [« The Long Goodbye »], Paris, Éditions Gallimard, coll. « La Noire », 1992, 370 p. (ISBN 2-07-072827-7, BNF 35540741)
- (fr) Raymond Chandler (auteur), Janine Hérisson (traducteur) et Henri Robillot (traducteur) (trad. de l'anglais), The Long Goodbye [« The Long Goodbye »], Paris, Éditions Gallimard, coll. « Série noire », 2004, 371 p. (ISBN 2-07-042997-0, BNF 39208952)
- Raymond Chandler (trad. de l'anglais par Janine Hérisson et Henri Robillot), The long goodbye : une enquête de Philip Marlowe [« The Long Goodbye »], Paris, Gallimard, coll. « Folio Policier » (no 739), 2014, 498 p. (ISBN 978-2-07-045959-9, OCLC 894418324)
- (fr) Raymond Chandler (auteur), Janine Hérisson (traducteur) et Henri Robillot (traducteur), The Long Goodbye [« The Long Goodbye »], Dans Les Enquêtes de Philip Marlowe, Paris, Éditions Gallimard, coll. « Quarto », 2013, 1312 p. (ISBN 978-2-07-014104-3 et 2-07-014104-7, BNF 41373595) Cette dernière édition propose un texte révisé.
- (fr) Raymond Chandler (auteur), Janine Hérisson (traducteur) et Henri Robillot (traducteur) (trad. de l'anglais), The Long Goodbye [« The Long Goodbye »], « in » Les Enquêtes de Philip Marlowe, Paris, Éditions Gallimard, coll. « Quarto », 2013, 1295 p. (ISBN 978-2-07-014104-3, BNF 43741236) Ce volume omnibus réunit les romans suivants : Le Grand Sommeil ; Adieu, ma jolie ; La Grande Fenêtre ; La Dame du lac ; La Petite Sœur (anciennement Fais pas ta rosière !) ; The Long Goodbye (anciennement Sur un air de navaja) ; Playback (anciennement Charades pour écroulés). Toutes les traductions ont été révisées par Cyril Laumonier, sauf Le Grand Sommeil et La Dame du lac, dont les textes a été néanmoins remis aux normes de l'édition contemporaine.

## Adaptations

### Au cinéma
- 1973 : Le Privé, film américain réalisé par Robert Altman, avec Elliott Gould (Philip Marlowe), Nina van Pallandt (Eileen Wade), Sterling Hayden (Roger Wade) et Mark Rydell (Marty Augustine).

### À la télévision
- 1954 : The Long Goodbye, téléfilm de la première saison de la série télévisée américaine anthologique Climax!, réalisé par William H. Brown Jr., avec Dick Powell
- 2014 : The Long Goodbye, mini-série japonaise, avec Tadanobu Asano

## Sources
- (en) Raymond Chandler, The Raymond Chandler Papers : Selected Letters and Nonfiction, 1909-1959, New York, Grove Press, 2002, 320 p. (ISBN 0-8021-3946-9, lire en ligne), p. 228.